# کاترینا لنک

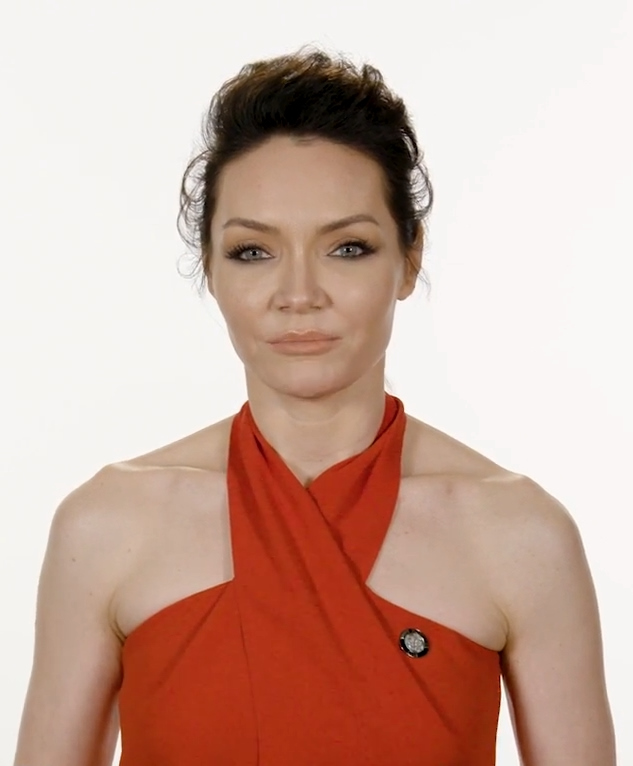

کاترینا لنک (زاده ۲۶ نوامبر ۱۹۷۴) بازیگر، خواننده، موسیقی‌دان و ترانه‌سرا آمریکایی است. لنک در شیکاگو، ایلینویز در خانواده‌ای از اروپای شرقی متولد شد. او در دبیرستان Barrington در برینگتون، ایلینوی تحصیل کرد. او در سال ۱۹۹۷ از دانشکده موسیقی دانشگاه نورث وسترن فارغ‌التحصیل شد و در رشته اجرای ویولا و صدا و تئاتر موزیکال تحصیل کرد.